# Балык, Владимир Антонович

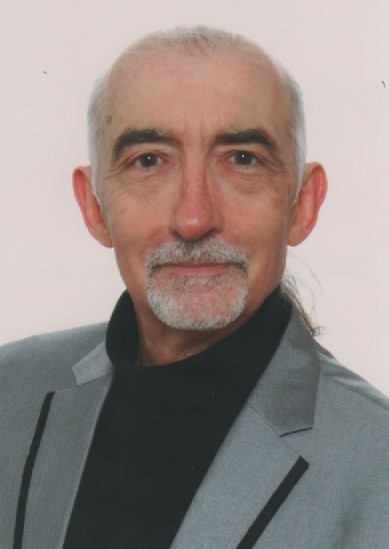
Владимир Балык (2022 г.)

Балык Владимир Антонович (28 апреля 1958, Жидачов Львовская область) — российский и хорватский баянист, педагог, композитор украинского происхождения.
В. Балык закончил Тернопольскую ДМШ (1973, класс Р. Меленчука), Тернопольское ГМУ им. С. Крушельницкой (1977, класс А.П. Горбачевой), ЛГК им. Н. Лысенко (1982, класс М.Д. Оберюхтина, дирижирование — И. Вымера), ассистентуру-стажировку при РАМ им. Гнесиных в Москве (1986, научный консультант В. Ф. Беляков).
Впервые с сольным концертом в двух отделениях выступил в 1977 году в г. Тернополь. Участник Первого Всесоюзного конкурса баянистов и аккордеонистов (1979, г. Новосибирск, приз «Надежда»). Лауреат международного конкурса «Vogtländischen Musiktage» в Германии (Klingenthal-Markneukirchen, 1981, третья премия). Баянист-солист Ансамбля песни и танца ПрикВО (1983), артист-инструменталист (1985—1987, 1-й баян) народного оркестра «Боян» («Росконцерт», дирижёр А. Полетаев).
Преподаватель (с 1987), доцент (1991), профессор (1994), заведующий кафедрой народных инструментов (1994—1996) Астраханской государственной консерватории.
Одновременно — солист ансамбля народных инструментов «Ивушка» (до 1992 г.) и солист-инструменталист Астраханской областной филармонии (с 1987 г.).
В 1992 г. В. Балык записывает на грампластинку партиту «Семь слов Христа на кресте» С. Губайдулиной для баяна, виолончели и струнного оркестра (МТПП «Русский диск», Камерный оркестр АОФ, дир. М. Щербаков).
В 1993 г. В. Балык создает ансамбль солистов NATA BENE TRIO в составе: Владимир Балык — баян, Наталья Балык — домра малая, Наталья Воробьинова — домра альт. В 1994—1995 трио становится победителем международных конкурсов во Франции (Grand Prix, Andrézieux-Bouthéon), Италии (Castelfidardo) и Германии (Klingenthal); гастролирует во Франции, Швейцарии, Италии, Австрии и др.) и записывает в 1995 г. в московском Доме звукозаписи свой первый аудиоальбом, изданный только в 1999 г. издательством «Karthause-Schmülling» (CD провозглашен компакт-диском года в 2000 г. газетой «Intermusik»). https://www.amazon.de/Nata-bene-Trio-Kammermusik-Akkordeon/dp/3925572228 С 1996 по 1998 гг. В. Балык играет в дуэте с перкуссионистом А. Рало, с которым завоевал премии на конкурсах А. Пьяцоллы в Италии и камерной музыки в Германии.
С 1998 года вместе с семьей проживает в Хорватии, работая профессором Музыкальной Академии Ino Mirković в Ловране, одновременно в 1998—2000 гг. В. Балык — проректор по учебной работе этого частного музыкального заведения. После 1999 г. активно выступает в обновленном составе NATA BENE TRIO с гитаристом Н. Мунитичем (гастроли в Боснии и Герцеговине, Италии, Германии, Франции, Словакии и Голландии, а с 2004 г. в основном в дуэте (duo Balyk) с женой Натальей Балык (домра, мандолина).
С 2004 года Владимир Балык — профессор-ментор баяна и аккордеона в Государственной Glazbena škola Ivan Matetić Ronjgov в Пуле.
С 2018 года Владимир Балык является профессором-советником (от 2022 г. profesor izvrstan savjetnik) в Glazbena škola Ivana Matetića Ronjgova, Rijeka.
Владимир Балык — автор и редактор-составитель ряда монографий и статей по проблемам методики и истории исполнительства на баяне, самые важные среди них:
1. Памяти М. Д. Оберюхтина, основателя Львовской баянной школы/ Баян: история, теория, практика/ Материалы международной научно-практической 
конференции, 20-21.03.2007, Уфа, Россия/ Изд. БГПУ, стр. 65-71. ISBN 5-87978-347-2
2. Памяти Михаила Дмитриевича Оберюхтина/ Народно-інструментальне мистецтво на зламі XX—XXI століть/ Матеріали міжнародної науково-практичної 
конференції, 25.03.2007, Дрогобич, Україна/ вид. Посвіт, стор. 179—191. ISBN 978-966-2946-24-6
3. Vladislav Zolotarev: Leben und Werk (ihre unbekannten Seiten), Norderstedt, Deutschland, 2008 https://www.academia.edu/19745138/Tagungsband_zur_internationalen_Tagung_Vladislav_Zolotar%C3%ABv_Leben_und_Werk_
4. Владислав Золотарьов: життя і творчість (реконструкція та виконавський аналіз творів для баяна)/ Дрогобич, вид. Посвіт, 2008, 104 стр. ISBN 978-966-2946-68-0
5. Владислав Золотарев: Материалы к биографии/ Дрогобич, вид. Посвіт, 2013, 460 стр. ISBN 978-966-2763-08-9
6. Vladislav Zolotarjov — život i stvaralaštvo. I. dio (1943.-1966.). Ranija djela. Metodičke preporuke. https://edutorij.e-skole.hr/share/page/document-details?nodeRef=workspace://SpacesStore/251b95d5-3164-4a45-9bdb-2b043e0854c8
7. Владислав Золотарев: Дневники. Письма. Литературное творчество/ Москва, изд. Пробел-2000, 2021, 820 стр. ISBN 978-5-98604-820-8
8. Баянна транскрипція на зламі століть (презентація нотного видання From baroque to rock)/ Народно-інструментальне мистецтво на зламі XX—XXI століть/ Матеріали міжнародної науково-практичної конференції, 3.12.2011, Дрогобич, Україна/ вид. Посвіт, стор. 40-46. ISBN 978-966-2248-77-7

## Произведения для баяна
Прелюдия памяти Владислава Золотарёва (1978) [Дрогобич: Посвіт, 2012]
Прелюдия и фуга (1979) [Киів: Музична Украіна, 1986; Präludium und Fuge http://www.musicforaccordion.com/search.aspx?t=2&p=Schmuelling Kamen, Karthause Schmulling Musikverlage GmbH, 1992, 2000]
Соната № 1 на тему DSCH (1981). ISMN 979-0-9013730-0-6)
Речитатив и фуга (1981), Lontano (2001), Međimurska (2003), For …you (2005), ParafRomanijA (2010) [В. Балык: Пьесы для аккордеона. Санкт-Петербург: Союз художников, 2015]
From baroque to rock. Transcriptions for bayan (accordion)/ Drogobych, Posvit, 2021. ISMN 979-0-707542-09-5
Zvrk" (2019.), Capriccioso… senza rondo (2020.), Stay home (nostalgie), A!… je to?, Etida za «Laku noć» (2021.). [Volodimir Balyk: Album for young. Rijeka: Glazbena škola I.M. Ronjgova, 2023. ISMN 979-0-9013730-0-6]